# جوزيف أوقست
جوزيف أوقست (بالإنجليزية: Joseph H. August)‏ هو مصور سينمائي أمريكي، ولد في 26 أبريل 1890 في أيداهو سبرينغز في الولايات المتحدة، وتوفي في 25 سبتمبر 1947 في لوس أنجلوس في الولايات المتحدة.

## وصلات خارجية
- جوزيف أوقست على موقع IMDb (الإنجليزية)
- جوزيف أوقست على موقع ألو سيني (الفرنسية)
- جوزيف أوقست على موقع أول موفي (الإنجليزية)
- جوزيف أوقست على موقع قاعدة بيانات الأفلام السويدية (السويدية)
- جوزيف أوقست على موقع قاعدة بيانات الفيلم (الإنجليزية)
- جوزيف أوقست على موقع كينوبويسك (الروسية)